# Coppa del Mondo di snowboard 2014
La stagione della Coppa del Mondo di snowboard 2014 è la ventesima edizione della manifestazione organizzata dalla Federazione Internazionale Sci; è iniziata il 19 agosto 2013 a Cardrona, in Nuova Zelanda, e si è conclusa il 15 marzo 2014 a La Molina, in Spagna.
Si sono aggiudicati le Coppe del Mondo di parallelo l'austriaco Lukas Mathies e la svizzera Patrizia Kummer, mentre le Coppe di freestyle sono state vinte dallo svedese Måns Hedberg e dalla ceca Šárka Pančochová.
Sono state assegnate undici coppe di specialità, sei maschili (slalom parallelo, gigante parallelo, snowboard cross, halfpipe, big air e slopestyle) e cinque femminili (slalom parallelo, gigante parallelo, snowboard cross, halfpipe e slopestyle).

## Uomini

### Risultati
| Data             | Luogo            | Di. | Primo                               | Secondo                       | Terzo                                |
| ---------------- | ---------------- | --- | ----------------------------------- | ----------------------------- | ------------------------------------ |
| 19 agosto 2013   | Cardrona         | SBS | annullata                           | annullata                     | annullata                            |
| 24 agosto 2013   | Cardrona         | HP  | Ayumu Hirano                        | Taku Hiraoka                  | Christian Haller                     |
| 7 dicembre 2013  | Montafon         | SBX | Markus Schairer                     | Omar Visintin                 | Kevin Hill                           |
| 8 dicembre 2013  | Montafon         | SBX | Germania Konstantin Schad Paul Berg | Canada Kevin Hill Jake Holden | Italia Luca Matteotti Michele Godino |
| 13 dicembre 2013 | Ruka             | HP  | Janne Korpi                         | Johann Baisamy                | Markus Malin                         |
| 13 dicembre 2013 | Carezza al lago  | PGS | Anton Unterkofler                   | Žan Košir                     | Lukas Mathies                        |
| 14 dicembre 2013 | Carezza al lago  | PSL | Sylvain Dufour                      | Alexander Payer               | Lukas Mathies                        |
| 21 dicembre 2013 | Copper Mountain  | HP  | Taylor Gold                         | Gregory Bretz                 | Ben Ferguson                         |
| 22 dicembre 2013 | Copper Mountain  | SBS | Ståle Sandbech                      | Torstein Horgmo               | Shaun White                          |
| 21 dicembre 2013 | Lake Louise      | SBX | Jarryd Hughes                       | Konstantin Schad              | Alex Deibold                         |
| 10 gennaio 2014  | Bad Gastein      | PSL | Alexander Bergmann                  | Andreas Prommegger            | Aaron March                          |
| 12 gennaio 2014  | Bad Gastein      | PSL | Vic Wild                            | Žan Košir                     | Simon Schoch                         |
| 11 gennaio 2014  | Vallnord-Arcalís | SBX | Trevor Jacob                        | Stian Sivertzen               | Omar Visintin                        |
| 12 gennaio 2014  | Vallnord-Arcalís | SBX | Omar Visintin                       | Lucas Eguibar                 | Luca Matteotti                       |
| 17 gennaio 2014  | Stoneham         | BA  | Petja Piiroinen                     | Måns Hedberg                  | Antoine Truchon                      |
| 18 gennaio 2014  | Stoneham         | HP  | Ryō Aono                            | Jan Scherrer                  | Scotty James                         |
| 19 gennaio 2014  | Stoneham         | SBS | Maxence Parrot                      | Niklas Mattsson               | Torgeir Bergrem                      |
| 18 gennaio 2014  | Rogla            | PGS | Lukas Mathies                       | Žan Košir                     | Sylvain Dufour                       |
| 1º febbraio 2014 | Sudelfeld        | PGS | Sylvain Dufour                      | Lukas Mathies                 | Justin Reiter                        |
| 6 marzo 2014     | Kreischberg      | SBS | Måns Hedberg                        | Petja Piiroinen               | Philipp Kundratitz                   |
| 11 marzo 2014    | Veysonnaz        | SBX | Fabio Cordi                         | Anton Lindfors                | Christopher Robanske                 |
| 11 marzo 2014    | Veysonnaz        | SBX | annullata                           | annullata                     | annullata                            |
| 15 marzo 2014    | La Molina        | SBX | Paul Berg                           | Nikolaj Oljunin               | Regino Hernández                     |

Legenda: 

PGS = Slalom gigante parallelo 

PSL = Slalom parallelo 

SBX = Snowboard cross 

SBS = Slopestyle 

HP = Halfpipe 

BA = Big air

### Classifiche

#### Generale parallelo
| Pos. | Atleta             | Nazione  | Punti   |
| ---- | ------------------ | -------- | ------- |
| 1    | Lukas Mathies      | Austria  | 3740,00 |
| 2    | Sylvain Dufour     | Francia  | 3500,00 |
| 3    | Žan Košir          | Slovenia | 2850,00 |
| 4    | Vic Wild           | Russia   | 2285,00 |
| 5    | Nevin Galmarini    | Svizzera | 2020,00 |
| 6    | Simon Schoch       | Svizzera | 1932,00 |
| 7    | Andreas Prommegger | Austria  | 1900,00 |
| 8    | Rok Marguč         | Russia   | 1770,00 |
| 9    | Benjamin Karl      | Austria  | 1610,00 |
| 10   | Aaron March        | Italia   | 1570,00 |

#### Generale freestyle
| Pos. | Atleta          | Nazione     | Punti   |
| ---- | --------------- | ----------- | ------- |
| 1    | Måns Hedberg    | Svezia      | 2260,00 |
| 2    | Petja Piiroinen | Finlandia   | 2060,00 |
| 3    | Scotty James    | Australia   | 1980,00 |
| 4    | Maxence Parrot  | Canada      | 1620,00 |
| 5    | Johann Baisamy  | Francia     | 1362,00 |
| 6    | Ryō Aono        | Giappone    | 1258,00 |
| 7    | Gregory Bretz   | Stati Uniti | 1250,00 |
| 7    | Taku Hiraoka    | Giappone    | 1250,00 |
| 9    | Taylor Gold     | Stati Uniti | 1220,00 |
| 10   | Jan Scherrer    | Svizzera    | 1210,00 |

#### Slalom parallelo
| Pos. | Atleta             | Nazione  | Punti   |
| ---- | ------------------ | -------- | ------- |
| 1    | Sylvain Dufour     | Francia  | 1740,00 |
| 2    | Simon Schoch       | Svizzera | 1460,00 |
| 3    | Lukas Mathies      | Austria  | 1340,00 |
| 4    | Žan Košir          | Slovenia | 1250,00 |
| 5    | Andreas Prommegger | Austria  | 1200,00 |

#### Gigante parallelo
| Pos. | Atleta            | Nazione  | Punti   |
| ---- | ----------------- | -------- | ------- |
| 1    | Lukas Mathies     | Austria  | 2400,00 |
| 2    | Sylvain Dufour    | Francia  | 1760,00 |
| 3    | Žan Košir         | Slovenia | 1600,00 |
| 4    | Vic Wild          | Russia   | 1130,00 |
| 5    | Anton Unterkofler | Austria  | 1129,70 |

#### Snowboard cross
| Pos. | Atleta               | Nazione   | Punti   |
| ---- | -------------------- | --------- | ------- |
| 1    | Omar Visintin        | Italia    | 3076,00 |
| 2    | Paul Berg            | Germania  | 2150,00 |
| 3    | Christopher Robanske | Canada    | 2120,00 |
| 4    | Jarryd Hughes        | Australia | 2090,00 |
| 5    | Konstantin Schad     | Germania  | 2074,00 |

#### Halfpipe
| Pos. | Atleta         | Nazione     | Punti   |
| ---- | -------------- | ----------- | ------- |
| 1    | Scotty James   | Australia   | 1400,00 |
| 2    | Johann Baisamy | Francia     | 1362,00 |
| 3    | Ryō Aono       | Giappone    | 1258,20 |
| 4    | Gregory Bretz  | Stati Uniti | 1250,00 |
| 4    | Taku Hiraoka   | Giappone    | 1250,00 |

#### Big air
| Pos. | Atleta          | Nazione   | Punti   |
| ---- | --------------- | --------- | ------- |
| 1    | Petja Piiroinen | Finlandia | 1000,00 |
| 2    | Måns Hedberg    | Svezia    | 800,00  |
| 3    | Antoine Truchon | Canada    | 600,00  |
| 4    | Maxence Parrot  | Canada    | 500,00  |
| 5    | Aleksej Sobolev | Russia    | 450,00  |

#### Slopestyle
| Pos. | Atleta          | Nazione   | Punti   |
| ---- | --------------- | --------- | ------- |
| 1    | Måns Hedberg    | Svezia    | 1460,00 |
| 2    | Maxence Parrot  | Canada    | 1120,00 |
| 3    | Petja Piiroinen | Finlandia | 1060,00 |
| 4    | Ståle Sandbech  | Norvegia  | 1000,00 |
| 5    | Niklas Mattsson | Svezia    | 840,00  |

## Donne

### Risultati
| Data             | Luogo            | Di. | Primo                                  | Secondo                                                | Terzo                                       |
| ---------------- | ---------------- | --- | -------------------------------------- | ------------------------------------------------------ | ------------------------------------------- |
| 19 agosto 2013   | Cardrona         | SBS | Jamie Anderson                         | Jenny Jones                                            | Cheryl Maas                                 |
| 24 agosto 2013   | Cardrona         | HP  | Kelly Clark                            | Cai Xuetong                                            | Gretchen Bleiler                            |
| 7 dicembre 2013  | Montafon         | SBX | Eva Samková                            | Dominique Maltais                                      | Helene Olafsen                              |
| 8 dicembre 2013  | Montafon         | SBX | Italia Raffaella Brutto Michela Moioli | Stati Uniti Lindsey Jacobellis Callan Chythlook-Sifsof | Francia Chloé Trespeuch Nelly Moenne-Loccoz |
| 13 dicembre 2013 | Ruka             | HP  | Li Shuang                              | Rebecca Sinclair                                       | Clémence Grimal                             |
| 13 dicembre 2013 | Carezza al lago  | PGS | Patrizia Kummer                        | Tomoka Takeuchi                                        | Ekaterina Tudegeševa                        |
| 14 dicembre 2013 | Carezza al lago  | PSL | Caroline Calvé                         | Ekaterina Tudegeševa                                   | Selina Jörg                                 |
| 21 dicembre 2013 | Copper Mountain  | HP  | Kelly Clark                            | Arielle Gold                                           | Gretchen Bleiler                            |
| 22 dicembre 2013 | Copper Mountain  | SBS | Šárka Pančochová                       | Isabel Derungs                                         | Elena Könz                                  |
| 21 dicembre 2013 | Lake Louise      | SBX | Lindsey Jacobellis                     | Dominique Maltais                                      | Helene Olafsen                              |
| 10 gennaio 2014  | Bad Gastein      | PSL | Patrizia Kummer                        | Ester Ledecká                                          | Marion Kreiner                              |
| 12 gennaio 2014  | Bad Gastein      | PSL | Patrizia Kummer                        | Julia Dujmovits                                        | Ester Ledecká                               |
| 11 gennaio 2014  | Vallnord-Arcalís | SBX | Dominique Maltais                      | Aleksandra Žekova                                      | Lindsey Jacobellis                          |
| 12 gennaio 2014  | Vallnord-Arcalís | SBX | Eva Samková                            | Dominique Maltais                                      | Lindsey Jacobellis                          |
| 18 gennaio 2014  | Stoneham         | HP  | Rana Okada                             | Yuki Furihata                                          | Hikaru Ōe                                   |
| 19 gennaio 2014  | Stoneham         | SBS | Christy Prior                          | Cheryl Maas                                            | Anna Gasser                                 |
| 18 gennaio 2014  | Rogla            | PGS | Ester Ledecká                          | Tomoka Takeuchi                                        | Julia Dujmovits                             |
| 1º febbraio 2014 | Sudelfeld        | PGS | Patrizia Kummer                        | Tomoka Takeuchi                                        | Julia Dujmovits                             |
| 6 marzo 2014     | Kreischberg      | SBS | Šárka Pančochová                       | Henna Ikola                                            | Klaudia Medlová                             |
| 11 marzo 2014    | Veysonnaz        | SBX | Dominique Maltais                      | Nelly Moenne-Loccoz                                    | Aleksandra Žekova                           |
| 11 marzo 2014    | Veysonnaz        | SBX | annullata                              | annullata                                              | annullata                                   |
| 15 marzo 2014    | La Molina        | SBX | Dominique Maltais                      | Lindsey Jacobellis                                     | Raffaella Brutto                            |

Legenda: 

PGS = Slalom gigante parallelo 

PSL = Slalom parallelo 

SBX = Snowboard cross 

SBS = Slopestyle 

HP = Halfpipe 

BA = Big air

### Classifiche

#### Generale parallelo
| Pos. | Atleta               | Nazione   | Punti   |
| ---- | -------------------- | --------- | ------- |
| 1    | Patrizia Kummer      | Svizzera  | 4800,00 |
| 2    | Ester Ledecká        | Rep. Ceca | 3700,00 |
| 3    | Julia Dujmovits      | Austria   | 2730,00 |
| 4    | Ekaterina Tudegeševa | Russia    | 2540,00 |
| 5    | Tomoka Takeuchi      | Giappone  | 2526,00 |
| 6    | Marion Kreiner       | Austria   | 2510,00 |
| 7    | Caroline Calvé       | Canada    | 2219,00 |
| 8    | Selina Jörg          | Germania  | 1928,00 |
| 9    | Ekaterina Iljuchina  | Russia    | 1830,00 |
| 10   | Ina Meschik          | Austria   | 1660,00 |

#### Generale freestyle
| Pos. | Atleta           | Nazione       | Punti   |
| ---- | ---------------- | ------------- | ------- |
| 1    | Šárka Pančochová | Rep. Ceca     | 2720,00 |
| 2    | Kelly Clark      | Stati Uniti   | 2000,00 |
| 3    | Cheryl Maas      | Paesi Bassi   | 1800,00 |
| 4    | Rebecca Sinclair | Nuova Zelanda | 1640,00 |
| 5    | Rana Okada       | Giappone      | 1520,00 |
| 6    | Li Shuang        | Cina          | 1380,00 |
| 7    | Christy Prior    | Nuova Zelanda | 1379,00 |
| 8    | Jamie Anderson   | Stati Uniti   | 1360,00 |
| 9    | Yuki Furihata    | Giappone      | 1330,00 |
| 10   | Sophie Rodriguez | Francia       | 1220,00 |

#### Slalom parallelo
| Pos. | Atleta               | Nazione   | Punti   |
| ---- | -------------------- | --------- | ------- |
| 1    | Patrizia Kummer      | Svizzera  | 2400,00 |
| 2    | Ester Ledecká        | Rep. Ceca | 1850,00 |
| 3    | Ekaterina Tudegeševa | Russia    | 1380,00 |
| 4    | Marion Kreiner       | Austria   | 1320,00 |
| 5    | Julia Dujmovits      | Austria   | 1240,00 |

#### Gigante parallelo
| Pos. | Atleta          | Nazione   | Punti   |
| ---- | --------------- | --------- | ------- |
| 1    | Patrizia Kummer | Svizzera  | 2400,00 |
| 2    | Tomoka Takeuchi | Giappone  | 2400,00 |
| 3    | Ester Ledecká   | Rep. Ceca | 1850,00 |
| 4    | Julia Dujmovits | Austria   | 1490,00 |
| 5    | Marion Kreiner  | Austria   | 1190,00 |

#### Snowboard cross
| Pos. | Atleta             | Nazione     | Punti   |
| ---- | ------------------ | ----------- | ------- |
| 1    | Dominique Maltais  | Canada      | 5400,00 |
| 2    | Lindsey Jacobellis | Stati Uniti | 3760,00 |
| 3    | Aleksandra Žekova  | Bulgaria    | 2850,00 |
| 4    | Yuka Fujimori      | Giappone    | 2450,00 |
| 5    | Eva Samková        | Rep. Ceca   | 2430,00 |

#### Halfpipe
| Pos. | Atleta           | Nazione       | Punti   |
| ---- | ---------------- | ------------- | ------- |
| 1    | Kelly Clark      | Stati Uniti   | 2000,00 |
| 2    | Rebecca Sinclair | Nuova Zelanda | 1640,00 |
| 3    | Rana Okada       | Giappone      | 1520,00 |
| 4    | Li Shuang        | Cina          | 1380,00 |
| 5    | Yuki Furihata    | Giappone      | 1330,00 |

#### Slopestyle
| Pos. | Atleta           | Nazione       | Punti   |
| ---- | ---------------- | ------------- | ------- |
| 1    | Šárka Pančochová | Rep. Ceca     | 2500,00 |
| 2    | Cheryl Maas      | Paesi Bassi   | 1800,00 |
| 3    | Christy Prior    | Nuova Zelanda | 1379,10 |
| 4    | Jamie Anderson   | Stati Uniti   | 1360,00 |
| 5    | Anna Gasser      | Austria       | 1119,40 |